# سیاهه تغییرات

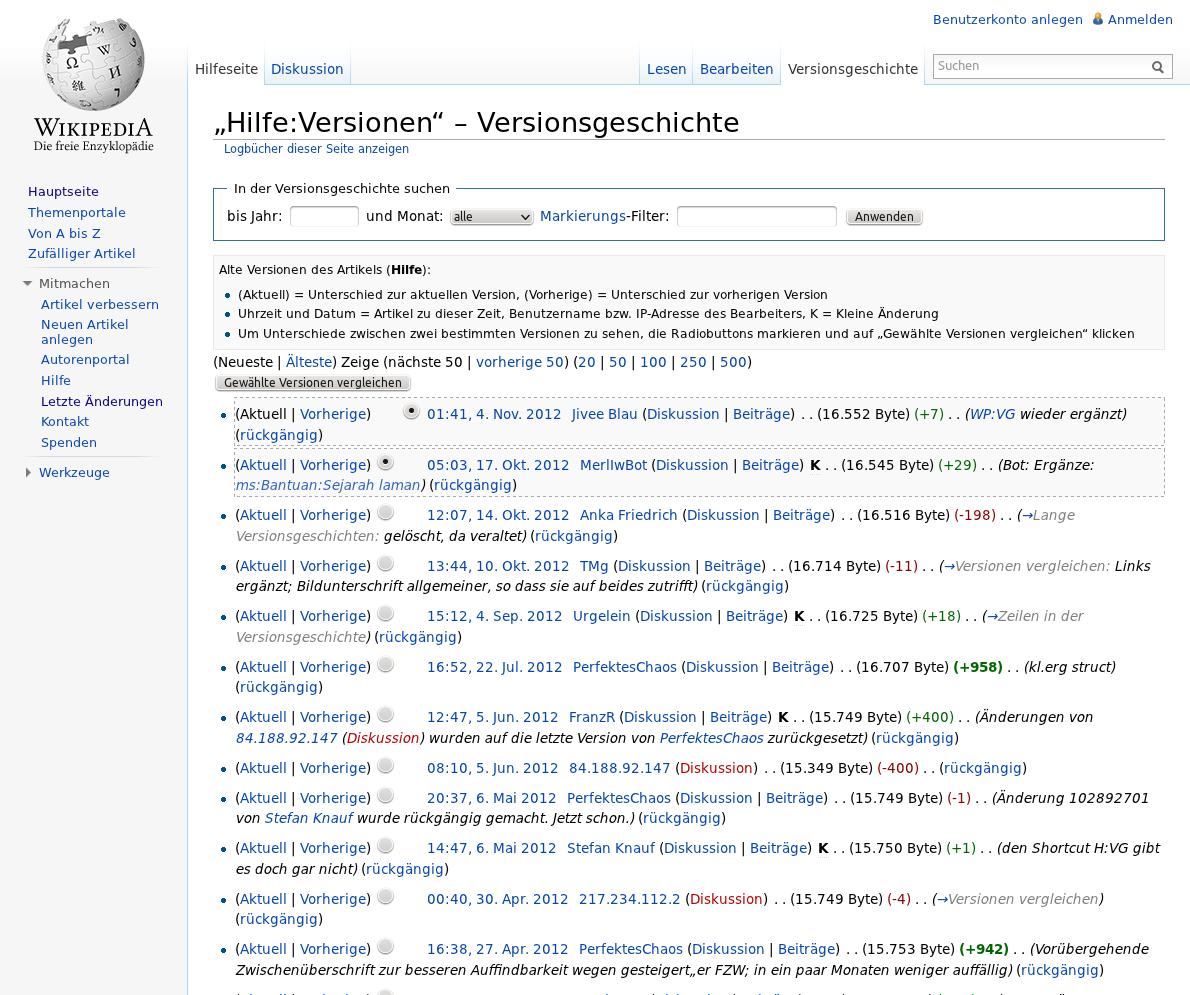
سیاههٔ تغییرات

سیاههٔ تغییرات (به انگلیسی: changelog یا CHANGELOG) اشاره به یک سیاهه یا تاریخچهٔ تغییراتی دارد که در یک پروژه همانند یک وب‌سایت اینترنتی یا یک پروژه نرم‌افزاری اعمال می‌شوند. این تغییرات عموماً به عنوان اصلاحات باگ‌ها، قابلیت‌های جدید و ... در این سیاهه نوشته می‌شوند. برخی از پروژه‌های متن‌باز فایل سیاههٔ تغییرات را در دایرکتوری سطح بالای کدهای منبع پروژه خود قرار می‌دهند. هرچند که قرارداد متعارف نام‌گذاری این فایل ChangeLog است، این فایل گاهی اوقات به صورت CHANGES یا HISTORY هم نام‌گذاری می‌شود (باید توجه داشت که NEWS فایل متفاوتی است که تغییرات بوقوع پیوسته از یک نسخه به نسخه دیگر در آن نوشته می‌شود، نه تغییراتی که از یک کامیت به کامیتی دیگر اتفاق افتاده‌اند). برخی از نگه‌دارنده‌های پروژه‌ها پسوند ‎.txt را هم به انتهای این فایل اضافه می‌کنند. برخی از سیستم‌های نسخه‌بندی قادر به تولید کردن اطلاعاتی هستند که مناسب قرارگرفتن در یک فایل سیاههٔ تغییرات است.

## قالب
فایل‌های سیاههٔ تغییرات عموماً پاراگراف‌بندی شده هستند که تغییرات ایجاد شده در یک فایل یا تابع را مشخص می‌کنند. اکثر فایل‌های سیاههٔ تغییرات از قالب زیر استفاده می‌کنند:
```
YYYY-MM-DD  John Doe  <johndoe@example.com>

    * myfile.ext (myfunction): my changes made
    additional changes

    * myfile.ext (unrelated_change): my changes made
    to myfile.ext but completely unrelated to the above

    * anotherfile.ext (somefunction): more changes

```

باید توجه داشت که بین تاریخ و نام و همینطور بین نام و آدرس ایمیل، دو فضای خالی (space) وجود دارد. رایج است که آدرس ایمیل در داخل <و> قرار گیرد. ویرایشگر متن ایمکس، در حین اضافه کردن مدخل‌های جدید به یک فایل سیاههٔ تغییرات، به طور خودکار چنین مدخل‌هایی را ایجاد می‌کند.

## سیاههٔ تغییرات در ویکی‌ها
بیتشر ویکی‌ها از سیاههٔ تغییرات به عنوان یک قابلیت اساسی و پایه‌ای پشتیبانی می‌کنند (که در این نرم‌افزارها عموماً به آن History یا به فارسی تاریخچه می‌گویند). برای مثال دکمه «نمایش تاریخچه» که در بالای مقالات ویکی‌پدیا قرار دارد، سیاههٔ تغییرات یک صفحه را نشان خواهد داد.